# Madalena Arrependida (Donatello)
A Madalena Arrependida é uma escultura em madeira de Maria Madalena feita pelo escultor renascentista italiano Donatello, por volta de 1453-1455. Provavelmente, a escultura foi encomendada para o Batistério de Florença. A obra foi recebida com espanto pelo seu realismo sem precedentes. Encontra-se, atualmente, no Museo dell'Opera di Santa Maria del Fiore em Florença.

## Iconografia
Embora a "Madalena Arrependida" seja a representação usual para as muitas figuras de Maria Madalena nas artes, a figura sombria e emaciada de Donatello difere enormemente da maioria das representações, as quais mostram uma bela jovem em perfeita saúde.  A hagiografia medieval na  Igreja Católica ocidental tinha confundido a figura de Maria Madalena à de Maria de Betânia e à da pecadora sem nome na Unção de Jesus, com a da santa Maria do Egito. Esta era uma figura popular na Igreja oriental, pois tinha sido uma prostituta, antes de passar trinta anos se arrependendo no deserto. A representação de Donatello é semelhante, e muito provavelmente influenciada pelos ícones de Maria do Egito da Igreja Ortodoxa, que mostram uma figura emaciada similar.  Assim, ele ignorou as lendas ocidentais de que Maria era diariamente alimentada.

## História
A documentação sobre a obra é escassa. O historiador de arte renascentista Giorgio Vasari a menciona como uma obra sem falhas e uma anatomia perfeita. Foi executada por Donatello quando ele tinha mais de sessenta anos de idade, após ele passaram uma década em Pádua. A datação foi  estabelecida, baseando-se em uma cópia do ateliê de Neri di Bicci (atualmente no Museu do Colegiado de Empoli), que se sabe ser de 1455.
Em 1500, a obra estava no batistério da cidade. De acordo com um historiador italiano, ela foi vista por Carlos VIII de França na década de 1480, quando ele e seu exército estavam acampados nos arredores de Florença.
A obra foi danificada pela cheia do rio Arno em 1966. O itinerário de restauração foi terminado em 1972. Na época em que a restauração foi iniciada, a obra foi pintada de um marrom opaco. Um restaurador, dando início à restauração, ao lavar os pés da Madalena, descobriu um pequeno pedaço de ouro. O trabalho de restauração incluiu, assim, a retirada de toda a escuridão que tinha sido aplicada em algum momento negativo da história. 